# 児玉育則
児玉 育則（こだま いくのり、本名同じ、1963年11月27日 - ）は、福岡県を拠点に活動するナレーター。
テレビ番組の顔出しやラジオ番組のパーソナリティなどローカルタレント活動もしている。パインズ所属。
福岡県遠賀郡遠賀町出身、血液型はA型。

## 略歴・特徴
- 高校生の時に、『クイズ・ドレミファドン!』に姉と出場。大学生時代には『日本ものまね大賞』に出演し準優勝。その時の優勝者は栗田貫一だった。だが、大学卒業後は芸能界へは進まずに一時呉服店に就職、後に現職へ転向した。
- 体重90kgの大食漢であり、番組では常にデブ呼ばわりされている（夢空間スポーツでダイエット企画が組まれ、少しは痩せたものの結局元に戻っている）。
- 状況に応じて声を変えることを得意としており、プロのナレーターでも区別し難いという。
- CMナレーションは年間1000本以上を誇る。
- 『地元検証バラエティ 福岡くん。』の福岡タレント歌ウマ選手権に出場し、福岡ナレーター界の帝王と紹介される。結果は4位。

## 出演

### 顔出し
KBC、RKBでは「こだマン」名義（2014年10月までは共に「こだま育則」名義で出演）、FBS、TNCでは本名でナレーション含めそれぞれ出演。
- アサデス。KBC（KBCテレビ、出演はKBCローカルパートと九州・山口のブロックネットの芸能コーナー）インタビューでは「こだしぇんしぇー」名義で登場することもしばしば。
- アサデス。九州・山口（九州朝日放送）九州山口ネット
- めんたいワイド（福岡放送、2006年10月より「エンタめんたい」のコーナーを担当）

### ナレーション
- 林家三平のテツタビ（NHK九州・沖縄ブロック）
- ももち報道K宣言（テレビ西日本）
- 土曜NEWSファイル CUBE（テレビ西日本）
- テレビ住宅情報（テレビ西日本）
- 空とぶヒヨコ（テレビ西日本）
- アジバラ7（テレビ西日本）
- ひらけ夢たま（テレビ西日本）
- TNC密着24時 福岡『犯罪捜査』最前線SP（テレビ西日本）
- 夢空間スポーツ（福岡放送）
- ナイトシャッフル（福岡放送）
- ホークス週間MVP（福岡放送）
- 九州まるごとサプライズ旅行（NNN系列九州ブロックネット、2009年2月15日放送）
- MTM（RKB毎日放送、MBS毎日放送）
- はぴねすくらぶテレビショッピング（CS放送や首都圏でも放送される）
- 未来の主役（TVQ）全国放送
- のんびりゆったり 路線バスの旅（NHK総合）全国放送
- 健やか倶楽部（全国放送）アサヒ緑健
- 一枚の写真（九州朝日放送）全国放送
- 伝説飯（テレビ西日本）全国放送
- 九州熱中学園（NHK-BS）全国放送
- 目撃者ｆ（福岡放送）
- ムーブ（RKB毎日放送）
- ホークス週間MVP（福岡放送）
- ホークス納会ゴルフ（福岡放送）
- テーマソング（福岡放送）
- ア・レシピ（RKB毎日放送）
- アサデス。7（九州朝日放送）
- アサデス。GOLD（九州朝日放送）
- モモカン（RKB毎日放送）
- まじもん（RKB毎日放送）
- ザ・ライフ（NHK福岡）

### 吹き替え
- バットマン vs スーパーマン ジャスティスの誕生
- ファインディング・ドリー - うに、ゴカイ 役
- アントマン 2 - 教師役
- TAXi ダイヤモンド・ミッション - 警視総監 役
- ドクター・ストレンジ/マルチバース・オブ・マッドネス - ロンドンマスター 役[1]
- ブラックアダム - 運転手（執事） 役[2]

### 劇場アニメ
- 魔女見習いをさがして（2020年） - 高山ラーメン店員 役

### パーソナリティ
- 夜はモーレツ!（fm fukuoka、SMILE-FM、FMK、FM大分）
- こだマン!（KBCラジオ）
- ツーレツヨネコ（KBCラジオ）
- 9ヂカラ（KBCラジオ）
- ガブリナ（KBCラジオ、月・火曜日）
- サタデーミュージックカウントダウン（KBCラジオ）
- 明日への伝言板（CROSS FM）